# Gualtiero Laeng
Gualtiero Laeng, nome italianizzato di Walther Laeng (Brescia, 10 maggio 1888 – Brescia, 24 dicembre 1968) è stato un alpinista, chimico e geografo italiano.
Nato da famiglia originaria della Svizzera, trasferitasi a Brescia,
si affermò anche come giornalista, scrittore e storico.
È ricordato in particolare per aver individuato per primo e contribuito alla notorietà
delle Incisioni rupestri di Capo di Ponte in Val Camonica
.

## Biografia
Già da ragazzo manifestò la sua passione per la natura e la scienza.
Socio del Club Alpino Italiano fin dal 1903, si distinse precocemente come alpinista e pioniere dello sci.
Alternò le ascensioni alpinistiche e le esplorazioni naturalistiche.
Studiò al Politecnico di Milano e al Politecnico di Torino, dove si laureò in chimica pura e si specializzò in ingegneria mineraria.
Nel 1910 assunse per concorso e mantenne per otto anni il posto di Redattore Capo delle pubblicazioni del CAI, e in questa veste partecipò alla redazione di varie pubblicazioni.
Dal 1914 collaborò con il Touring Club Italiano nella compilazione di molti capitoli della Guida d'Italia relativi all'Italia settentrionale.
La sua approfondita conoscenza dell'area alpina, in particolare dell'Adamello, gli valse l'incarico di consulente cartografico e alpinistico presso il Comando Supremo del Regio esercito italiano nel corso della prima guerra mondiale.
Nel dopoguerra, parallelamente alla professione di consulente chimico e minerario, proseguì
la sua attività di studioso e divulgatore soprattutto di temi scientifici, alpinistici e legati al turismo.
Dal 1923 al 1926 assunse a Roma il ruolo di Capo Ufficio Stampa dell'ENIT, poi nel 1926 diventò per il Touring Club Italiano Redattore Capo di "Le Vie d'Italia", redattore delle prime guide "Da Rifugio a Rifugio" e consulente dell'Ufficio cartografico.
Dal 1946 tornò stabilmente a Brescia dove diventò socio e poi consigliere dell'Ateneo, animatore del Gruppo Naturalistico Ragazzoni e del Gruppo Grotte Brescia, da lui fondato nel 1922 e attualmente intitolato a Corrado Allegretti.
Pur malato fu sempre attivo fino all'ultimo, quando morì a Brescia nel 1968.

## Riconoscimenti
Per la sua attività è stato premiato con medaglia d'oro dal Touring Club Italiano e, sempre con medaglia d'oro, premiato per merito accademico da parte dell'Ateneo di Brescia.
Il Comune di Capo di Ponte gli ha conferito la Cittadinanza onoraria per i meriti acquisiti nella scoperta e valorizzazione delle Incisioni rupestri.
Su iniziativa del Club Alpino Italiano gli sono stati intitolati: una vetta nel Gruppo Presanella, un Rifugio sopra Borno e un bivacco al Passo di Cavento nel Gruppo dell'Adamello.
Il Comune di Brescia gli ha intitolato una via e la citazione tra gli illustri bresciani nel Famedio del Cimitero Vantiniano della città
.